# Morte e imortalidade na Terra Média
Morte e imortalidade na Terra Média é um tema recorrente na obra de J. R. R. Tolkien. Ele afirmou que o "verdadeiro tema" de O Senhor dos Anéis era "Morte e Imortalidade". Na Terra Média, os Homens são mortais, enquanto os Elfos são imortais. Uma de suas histórias, O Conto de Aragorn e Arwen, explora a escolha voluntária da morte por amor, quando uma Elfa imortal se apaixona por um Homem mortal. Tolkien revisitou diversas vezes o  tema nórdico da tumba montanhosa, que contém tesouros e mortos, frequentemente palco de conflitos. Ele conduziu vários personagens malignos de O Senhor dos Anéis a um fim ardente, como Gollum, os Nazgûl, o Senhor do Escuro Sauron e o mago maligno Saruman, enquanto em O Hobbit, o dragão Smaug é morto. Essas destruições contrastam com as mortes heroicas de dois líderes dos povos livres,  Théoden de Rohan e Boromir de Gondor, refletindo o ideal medieval inicial da  coragem nórdica. Apesar desses  temas pagãos, a obra contém indícios de cristianismo, como alusões à Ressurreição de Cristo, exemplificada quando o Senhor dos Nazgûl, crendo-se vitorioso, autoproclama-se a Morte, apenas para ser respondido pelo canto de um galo. Há também sugestões de que a terra élfica de Lothlórien representa um Paraíso terrestre. Estudiosos observaram que Tolkien, ao longo de sua carreira, passou de uma orientação voltada para temas pagãos para uma teologia mais cristã.

## Contexto
J. R. R. Tolkien foi um estudioso da literatura inglesa, filólogo e medievalista com interesse em línguas e poesia da Idade Média, especialmente da Inglaterra anglo-saxã e do norte da Europa. Seu conhecimento profissional de Beowulf, que narra um mundo pagão com um narrador cristão,  influenciou a criação de seu mundo fictício, a Terra Média. Sua intenção de criar o que foi chamado de " uma mitologia para a Inglaterra" levou-o a construir não apenas histórias, mas um mundo completo, a Terra Média, com línguas, povos, culturas e história. Entre  suas muitas influências estavam sua fé católica romana, línguas e literaturas medievais, incluindo a mitologia nórdica. Ele é mais conhecido como autor das obras de alta fantasia O Hobbit e O Senhor dos Anéis, ambas ambientadas na Terra Média.

## Um tema central

### "Fuga da imortalidade"
Tolkien expressou sua visão sobre "Morte e Imortalidade" em O Senhor dos Anéis numa carta de 1956; Verlyn Flieger [en] e Douglas Anderson [en] descrevem esse tema como a "Fuga da Imortalidade":
| “ | O verdadeiro tema para mim é... Morte e Imortalidade: o mistério do amor pelo mundo nos corações de uma raça [Homens] 'condenada' a deixá-lo e aparentemente perdê-lo; a angústia nos corações de uma raça [Elfos] 'condenada' a não abandoná-lo, até que sua história, despertada pelo mal, esteja completa. Mas, se você leu Vol. III e a história de Aragorn [e Arwen], já deve ter percebido isso. | ” |

O estudioso de fantasia Charles W. Nelson observa que, à primeira vista, esse tema pode parecer surpreendente, dado o destaque de outros temas como "lealdade, amor, [e] a importância da compaixão e do altruísmo". Contudo, ele destaca que, além das grandes batalhas, há "cenas intensas de mortes específicas que impressionam o leitor pelo impacto". Ele cita como exemplos a reação de Sam Gamgee à morte de um guerreiro em Ithilien e a despedida "comovente" de Bilbo de Thorin enquanto o líder anão morre. Argumenta também que um evento central em O Hobbit é a morte do dragão Smaug, enquanto o romance apresenta os três trolls transformados em pedra e a morte de muitos goblins e seu Rei. Quanto a O Senhor dos Anéis, Nelson aponta que os mortos estão bem representados pelas "criaturas tumulares", os Mortos que Aragorn lidera a partir das Montanhas Brancas, os elfos e homens mortos que Frodo vê nos Pântanos Mortos com suas velas misteriosas, e os Cavaleiros Negros, que estão entre os mortos-vivos". As mortes de personagens principais, como Boromir, Denethor, Gollum, Saruman, Sauron, Théoden e  Gríma, formam "cenas significativas", enquanto Gandalf morre e retorna dos mortos.
A mortalidade é confrontada no primeiro capítulo de O Senhor dos Anéis, quando Bilbo Bolseiro declara que precisa de "férias, férias muito longas [...] Provavelmente férias permanentes: não espero retornar". Giovanni Carmine Costabile comenta que Bilbo se refere a ir para Valfenda descansar, mas que isso também é uma metáfora para a morte.
A imortalidade também é representada de várias formas em O Senhor dos Anéis. Os Elfos são imortais, enquanto outras raças, como os Anões e os Ents, têm longa vida. Há, como Nelson afirma, "um sistema complexo de Outros mundos [en] e moradas eternas" para quando membros das várias raças deixam a Terra Média. E o Um Anel tenta e corrompe, em parte, por sua promessa de imortalidade.

### Homens e Elfos
A medievalista Verlyn Flieger escreve que ninguém sabe para onde os Homens vão quando morrem e deixam a Terra Média, e que o mais próximo que Tolkien chegou de abordar essa questão foi em seu ensaio Sobre Contos de Fadas [en]. Lá, "após especular que, como 'contos de fadas são feitos por homens, não por fadas', eles devem lidar com o que ele chamou de Grande Fuga, a fuga da morte. Ele prosseguiu com a singular afirmação de que 'as histórias humanas dos elfos são, sem dúvida, cheias da Fuga da Imortalidade'." Flieger sugere que duas das "histórias humanas" dos Elfos de Tolkien realmente focam nesse tipo de fuga, o Conto de Beren e Lúthien [en] e o Conto de Aragorn e Arwen, onde, em ambos os casos, uma meio-elfa escapa da imortalidade. O estudioso de Tolkien Tom Shippey [en] comenta que "os temas da Fuga da Morte e da Fuga da Imortalidade são partes vitais de toda a mitologia de Tolkien". Em uma transmissão de televisão da BBC em 1968, Tolkien citou a filósofa francesa Simone de Beauvoir e descreveu a inevitabilidade da morte como a "mola principal de O Senhor dos Anéis".
No Conto de Aragorn e Arwen, Tolkien exemplifica esse tema, quando a Elfa Arwen se apaixona por um Homem mortal, Aragorn, e, apesar da oposição de seu pai, eventualmente se casa com ele, renunciando à sua imortalidade no processo. O criador Ilúvatar oferece a Aragorn o "dom" de escolher o momento de sua morte; o estudioso John D. Rateliff contrastou isso com a forma como os  Elfos se apegam ao passado, sendo inevitavelmente arrastados por ele.
Os Elfos de Tolkien não envelhecem. Eles podem se recuperar de ferimentos que seriam fatais para um Homem, mas podem ser mortos em batalha. Os espíritos dos Elfos mortos vão para os Salões de Mandos em Valinor, uma espécie de Paraíso terrestre, para uma vida após a morte. Após um período de descanso que serve como "purificação", seus espíritos são revestidos de corpos idênticos aos antigos. Se não morrem em batalha ou acidente, os Elfos eventualmente se cansam da Terra Média e desejam ir para Valinor; muitos partem dos Portos Cinzentos, onde Círdan, o Construtor de Navios, vive com seu povo. Com o tempo, todos os Elfos que permanecem na Terra Média passam por um processo de "esvaecimento", no qual seus espíritos imortais dominam e "consomem" seus corpos, tornando suas formas corporais invisíveis aos olhos mortais, exceto para aqueles a quem desejam se manifestar.
A situação com os Anões de Tolkien é menos clara. Em O Hobbit, o moribundo Thorin diz: "Vou agora para os salões de espera sentar-me ao lado de meus pais, até que o mundo seja renovado". Douglas Anderson, comentando em O Hobbit Anotado [en], observa que isso pode refletir as crenças dos próprios Anões – que eles tinham uma vida após a morte semelhante à dos Elfos, mas que isso não está de acordo com o que Tolkien escreveu em O Silmarillion ou em outras partes de seu legendário.

Destinos de Elfos e Homens no Legendarium de Tolkien. Os Elfos são imortais, mas podem ser mortos em batalha, caso em que vão para os Salões de Mandos em Aman para uma vida após a morte. Eles podem ser restaurados pela Vontade dos Valar e então viver com os Valar em Valinor, como um Paraíso terrestre, embora estar no local não confira imortalidade, como os Homens supunham. Os Homens são mortais, e quando morrem, vão além dos círculos do mundo, nem mesmo os Elfos sabendo para onde.

### Lothlórien: um paraíso terrestre

Mapa esquemático de Lothlórien, mostrando os rios Nimrodel e Silverlode, que delimitam o Paraíso terrestre do restante da Terra Média.

Quando a exausta Sociedade do Anel chega à idílica terra élfica de Lothlórien, descrita como uma terra "sem mácula", ela precisa atravessar dois rios. Shippey explica que, inicialmente, os membros da Sociedade lavam as impurezas da vida comum ao vadear o rio Nimrodel. Ele compara esse lugar perfeito ao Paraíso terrestre descrito pelo sonhador no poema em inglês médio Pearl. Em seguida, a Sociedade deve cruzar uma ponte de corda sobre um segundo rio, o Silverlode, do qual não podem beber nem tocar, e que o maligno Gollum não consegue atravessar. Shippey questiona a que lugar eles teriam chegado: poderiam estar "como se estivessem mortos"? Ele observa que a Sociedade "passa por uma espécie de morte para chegar lá", destacando que a proibição de tocar a água parece carregar um significado especial. Os viajantes também percebem que  o tempo parece passar de forma diferente em Lothlórien. Ele comenta que:
| “ | Um alegorista (ou mitificador) determinado poderia identificar o Nimrodel com o batismo e o Silverlode com a morte. | ” |

Shippey, no entanto, ressalva que essa sugestão é contrabalançada pela praticidade terrena de Sam Gamgee, que trata os rios como "obstáculos táticos, não símbolos de algo mais". Ainda assim, ele afirma que a sugestão está presente, permitindo que a passagem, e o romance como um todo, funcione simultaneamente em múltiplos níveis da classificação de Northrop Frye dos modos literários.

## Temas nórdicos

### Tumbas montanhosas
Tolkien frequentemente adapta o motivo nórdico da tumba montanhosa. A medievalista Marjorie Burns [en] escreve que, embora Tolkien não siga exatamente o modelo nórdico, "suas montanhas tendem a abrigar os mortos e incluir cenários onde tesouros são encontrados e batalhas ocorrem".
| Montanha                 | Sepultamento         | Tesouro                     | Combate                                                      |
| ------------------------ | -------------------- | --------------------------- | ------------------------------------------------------------ |
| Montanha Solitária       | Thorin               | Tesouro do dragão Smaug     | Batalha dos Cinco Exércitos                                  |
| Moria (sob o Dwimorberg) | Balin                | Mithril                     | Sociedade vs Orcs, Trolls e o Balrog                         |
| Montanha da Perdição     | Gollum               | O Um Anel                   | Frodo e Sam vs Gollum                                        |
| Colinas dos Túmulos      | Um príncipe de Arnor | Tesouro da criatura tumular | Frodo vs braço desencarnado; Tom Bombadil vs Wight do Túmulo |

### Destruição dos adversários
Burns escreve que diversos personagens monstruosos ou malignos na Terra-média morrem de maneira que remete aos "após-andantes" [mortos-vivos] das sagas nórdicas antigas, sendo completamente eliminados pelo fogo. Gollum, segundo ela, é "um ladrão, assassino de parentes, acumulador de tesouros, avesso ao sol, habitante subterrâneo que deveria estar morto", semelhante a criatura tumular. Como Gollum declara: "Estamos perdidos, perdidos [...] Sem nome, sem propósito, sem o Precioso, nada. Apenas vazios. Apenas famintos; sim, estamos famintos". Flieger sugere que Gollum é a figura central de monstro em Tolkien, comparando-o tanto a Grendel quanto ao dragão de Beowulf [en], "o hobbit retorcido, quebrado e exilado, cuja forma humana e ganância draconiana combinam os dois tipos de monstro de Beowulf em uma única figura". Burns comenta que Gollum possui outros atributos dos mortos-vivos da mitologia nórdica: força sobrenatural, exigindo confronto físico; ele pode parecer negro, mas tem pele "branco-óssea"; e é destruído pelo fogo, o último recurso para "deter os mortos inquietos". De modo semelhante, os Nazgûl, já espectros, são destruídos ao mesmo tempo que o Um Anel, ardendo em seu voo final, "disparando como raios flamejantes" e terminando em "ruína ardente" ao serem consumidos. Burns afirma que Tolkien cria "um padrão claro" para personagens "que tomam mais do que lhes é devido e que se aliaram à morte", citando Sauron, Saruman e Denethor como exemplos que encontram uma "destruição final e merecida".
| Personagem maligno | Ações | Morte |
| ------------------ | --- | --- |
| Sauron             | Cria o Um Anel para dominar a Terra Média; usa-o para construir Mordor e a Torre Escura; torna-se o "Necromante", comunicando-se com os mortos | "Praticamente indestrutível": desfeito pelo fogo, sua sombra dissipada                                              |
| Saruman            | Imitador de Sauron; cria um exército em Isengard, reside na torre de Orthanc; aliou-se à morte                                                 | Como Maia, deveria ser imortal; transforma-se em "névoa cinzenta [...] como fumaça de um fogo"; é levado pelo vento |
| Denethor           | Vive na cidade moribunda de Minas Tirith; planeja morrer, matando seu único filho restante, Faramir, com ele                                   | Morre queimado em uma pira funerária, segurando seu Palantír mágico                                                 |

### Mortes heroicas
"Adeus, Merry Brandebuque" ele disse. "Meu corpo está quebrado. Vou para meus antepassados. E mesmo em sua poderosa companhia, não me envergonharei agora. Derrubei a serpente negra. Uma manhã sombria, um dia alegre e um pôr do sol dourado!"
... E aqueles que estavam por perto choraram, gritando: 'Rei Théoden! Rei Théoden!'
Mas Éomer disse-lhes:
    Não lamentem demais! Poderoso foi o caído,

    digna foi sua partida. Quando seu túmulo for erguido,

    as mulheres então chorarão. A guerra agora nos chama!

O Senhor dos Anéis, livro 5, cap. 6 "A Batalha dos Campos de Pelennor"
Em contraste com a destruição merecida dos adversários, O Senhor dos Anéis apresenta as mortes heroicas de dois líderes dos povos livres, o Rei Théoden de Rohan e Boromir de Gondor. Como o Rei Teodorico I dos Visigodos, Théoden morre liderando seus homens em batalha. Ele reúne suas tropas pouco antes de cair e ser esmagado por seu cavalo. E, como Teodorico, Théoden é carregado do campo de batalha com seus cavaleiros chorando e cantando por ele enquanto a batalha continua. O estudioso de religião Peter Kreeft escreve que "é difícil não sentir o coração vibrar de alegria com a transformação de Théoden em um guerreiro", por mais que as pessoas achem difícil aceitar a antiga visão romana de que é doce morrer pela pátria, dulce et decorum est pro patria mori. Shippey observa que Rohan é diretamente calco da Inglaterra anglo-saxã,  incorporando muitos elementos de Beowulf. Ele afirma que a lamentação de Tolkien por Théoden, escrita em verso aliterativo ao estilo anglo-saxão, ecoa de perto o lamento que encerra o poema em inglês antigo Beowulf, que celebra a vida e a morte de seu herói epônimo.
Boromir, membro da Sociedade do Anel, cede à tentação de tentar tomar o Um Anel, com a intenção de usá-lo para defender Gondor. Isso imediatamente fragmenta a Sociedade e leva à sua morte quando orcs atacam. No entanto, ele se redime ao defender sozinho, mas em vão, Merry e Pippin dos orcs, morrendo como herói. Estudiosos afirmam que isso ilustra o tema católico da importância da boa intenção, especialmente no momento da morte. Como Gandalf declara: "Mas ele [Boromir] escapou no final [...] Não foi em vão que os jovens hobbits vieram conosco, se foi apenas por causa de Boromir." Boromir recebe um funeral em barco, ecoando o enterro em navio germânicos antigos, como o do herói ancestral Scyld Scefing [en] em Beowulf, e rituais medievais posteriores para funerais nobres.

## Rumo a uma teologia cristã
A estudiosa de Tolkien, Deidre A. Dawson, escreve que o estudo de Elizabeth Whittingham de 2008, The Evolution of Tolkien's Mythology, revela um padrão especialmente forte nos 12 volumes de A História da Terra Média [en]: o "movimento constante" de Tolkien de arquétipos pagãos para uma mitologia inspirada na Bíblia. Em particular, o capítulo de Whittingham sobre "Morte e imortalidade entre Elfos e Homens" compara a atitude em relação à morte nas obras de Tolkien com as da mitologia clássica e nórdica e com a teologia judaico-cristã, analisando as reflexões de Tolkien sobre o destino da alma após a morte. Whittingham examina o "Athrabeth Finrod ah Andreth" (publicado em O Anel de Morgoth) como uma visão ora esperançosa, ora desesperadora, sobre se a morte foi dada aos mortais como um dom ou como punição decorrente de uma queda da graça, e se Eru abandonou Homens e Elfos ao seu destino ou trará a cura de Arda.

### Reencarnação élfica
No início de sua carreira, Tolkien adotou a ideia de que os Elfos seriam reencarnados se mortos em batalha. Ele aplicou esse conceito a apenas um Elfo,  Glorfindel, que foi morto na Queda de Gondolin [en] na Primeira Era. Glorfindel reaparece como um Senhor Élfico em O Senhor dos Anéis, emprestando seu cavalo a Frodo para escapar dos Nazgûl e alcançar a segurança de Valfenda. Dawson sugere que, como a teologia cristã não endossa a reencarnação, Tolkien pode ter optado por manter o conceito para permitir que os Elfos fossem imortais e, ao mesmo tempo, pudessem morrer em batalha.
Anna Milon escreve que Tolkien introduz dois conceitos em uma de suas cartas, "longevidade serial" e "acumulação de memória", como "fugas" tanto da morte quanto da imortalidade. Em sua visão, isso implica que a imortalidade, normalmente definida como "isenção da morte", não é o oposto da morte, já que ambas podem ser "escapadas". Ela comenta que os dois conceitos representam tentativas de Tolkien de evitar falar de reencarnação, novamente por ser considerada não ortodoxa no catolicismo. Milon descreve vários estados "entre os vivos e os mortos" criados pelo pensamento de Tolkien sobre as fronteiras entre vida e morte, mortalidade e imortalidade.
| Seres               | Situação                                                              | Estado                                                                                                   |
| ------------------- | --------------------------------------------------------------------- | --- |
| Míriel              | A alma deixou seu corpo, que "permaneceu sem murchar"                 | Estado vegetativo, corpo vivo, sem consciência                                                           |
| Exército dos Mortos | Amaldiçoado a "nunca descansar até que [seu] juramento seja cumprido" | Reduzido fisicamente; caminha como espíritos                                                             |
| Espectros do Anel   | Sob a influência dos Grandes Anéis                                    | "Permanentemente invisíveis e [caminham] no crepúsculo sob o olho do poder sombrio que governa os Anéis" |
| Elfos               | e.g. Arwen, consumida pelo luto                                       | "Esvaecimento", "um estado de morte viva, uma perpetuidade em estase"                                    |

### Morte e ressurreição
"Velho tolo!" ele disse. "Velho tolo! Esta é a minha hora. Não reconhece a Morte quando a vê? Morra agora e amaldiçoe em vão!" E com isso ele ergueu sua espada, e chamas correram pela lâmina.
Naquele exato momento, em algum pátio da cidade, um galo cantou. Alto e claro ele cantou, sem se importar com guerra ou feitiçaria, saudando apenas a manhã que, no céu, muito acima das sombras da morte, chegava com o amanhecer.
E como se fosse uma resposta, veio de longe outra nota. Trompas, trompas, trompas, nas encostas escuras de Mindolluin, ecoaram suavemente. Grandes trompas do norte soprando selvagemente. Rohan havia chegado, enfim.

O Senhor dos Anéis, livro 5, cap. 4 "O Cerco de Gondor"
Shippey observa que, no momento em O Senhor dos Anéis em que o mago Gandalf confronta o Senhor dos Nazgûl nos portões da cidade de Minas Tirith, o Nazgûl se autoproclama "Morte", supondo que seu momento de vitória havia chegado. Mas, em vez disso, ocorre uma  eucatástrofe, com o canto de um galo, que remete ao que "cantou para Simão Pedro quando ele negou Cristo pela terceira vez", e a chegada do exército de Rohan. Shippey escreve que esse evento bíblico certamente significava "que haveria uma Ressurreição, que, a partir de então, o desespero de Simão e o medo da morte seriam superados".
Esse não é o único indício de ressurreição na obra. Vários comentadores enxergaram a passagem de Gandalf pelas Minas de Moria, morrendo para salvar seus companheiros e retornando como "Gandalf, o Branco", como um símbolo da ressurreição de Cristo.
Em outro exemplo, Frodo carrega um fardo de mal em nome de todo o mundo, assim como Jesus carregou sua cruz pelos pecados da humanidade. Frodo percorre sua "Via Dolorosa" até a Montanha da Perdição, assim como Jesus seguiu para o Gólgota. À medida que Frodo se aproxima das Fendas do Destino, o Anel torna-se um peso esmagador, assim como a cruz foi para Jesus. Sam Gamgee, servo de Frodo, que o carrega até a Montanha da Perdição, é paralelo a Simão de Cirene, que ajuda Jesus carregando sua cruz. Quando Frodo cumpre sua missão, como Cristo, ele diz "está feito". Assim como Cristo ascende ao céu, a vida de Frodo na Terra Média termina quando ele embarca para as Terras Imortais.

## Notes
1. ↑  Conforme descrito por Armstrong (1998) e Lee (2018), Tolkien afirmou: "as histórias humanas [são] sempre sobre uma coisa, não são? Morte: a inevitabilidade da morte" e então tirou um recorte de jornal do bolso e leu a seguinte citação de A Very Easy Death (1964) de Simone de Beauvoir: "Não existe morte natural. Nada do que acontece ao homem é natural, pois sua presença questiona o mundo inteiro. Todos os homens devem morrer, mas para cada homem sua morte é um acidente, e mesmo que ele a conheça e consinta com ela, é uma violação injustificável."[10][9]

### J. R. R. Tolkien
1. 1 2  (Chance 2003, Introdução)
2. ↑  (Shippey 2005, pp. 104, 190–197, 217)
3. ↑  (Carpenter 1977, pp. 111, 200, 266 e ao longo do livro)
4. 1 2  Tolkien, J. R. R. (2008).  Flieger, Verlyn; Anderson, Douglas A., eds. «Tolkien On Fairy-stories» [Sobre contos de fadas]. Internet Archive. HarperCollins. p. 119. ISBN 978-0-00-724466-9. Consultado em 5 de maio de 2025
5. 1 2 3 4 5 6 7  Nelson, Charles W. (1998). «'The Halls of Waiting': Death and Afterlife in Middle-Earth» ['Os Salões de Espera': Morte e Além na Terra-média]. JSTOR. Journal of the Fantastic in the Arts. pp. 200–211. Consultado em 5 de maio de 2025
6. ↑  (Helen 2017, cap. 2, A.2 "Enfrentando a Morte: como personagens em O Senhor dos Anéis lidam com a perspectiva de sua própria morte e a perda de outros")
7. ↑  (Flieger 2005, p. 46)
8. ↑  Shippey, Tom (2005).  Isaacs, Neil D.; Zimbardo, Rose A., eds. «Another road to Middle-earth: Jackson's movie trilogy» [Outra estrada para a Terra-média: a trilogia cinematográfica de Jackson]. Google Books. Houghton Mifflin Harcourt. p. 242. ISBN 0-618-42253-6. Consultado em 5 de maio de 2025
9. 1 2  Lee, Stuart D. (2018). «"Tolkien in Oxford" (BBC, 1968): A Reconstruction» ["Tolkien em Oxford" (BBC, 1968): Uma Reconstrução]. Oxford University Research Archive. Tolkien Studies. pp. 115–176. doi:10.1353/tks.2018.0008. Consultado em 5 de maio de 2025
10. ↑  Armstrong, Helen (1998). «There Are Two People in This Marriage» [Há Duas Pessoas Neste Casamento]. The Tolkien Society. Mallorn. pp. 5–12. Consultado em 5 de maio de 2025
11. ↑  Garbowski, Christopher (2006).  Drout, Michael D. C., ed. «Death» [Morte]. Google Books. Routledge. pp. 119–120. ISBN 1-135-88034-4
12. ↑  Rateliff, John D. (2006). «'And All the Days of Her Life Are Forgotten': 'The Lord of the Rings' as Mythic Prehistory» ['E Todos os Dias de Sua Vida São Esquecidos': 'O Senhor dos Anéis' como Pré-história Mítica]. WorldCat. Marquette University Press. pp. 67–100. ISBN 0-87462-018-X. OCLC 298788493. Consultado em 5 de maio de 2025
13. ↑  (Tolkien 1937, cap. 18 "A Jornada de Volta")
14. ↑  (Shippey 2005, pp. 269-272)
15. 1 2  (Shippey 2001, pp. 198–199)
16. 1 2 3 4  (Shippey 2005, pp. 247–249)
17. 1 2  (Burns 2014, pp. 191–192)
18. ↑  (Burns 2014, pp. 189–195)
19. 1 2 3 4  (Burns 2014, pp. 192–195)
20. ↑  Flieger, Verlyn (2004).  Zimbardo, Rose A.; Isaacs, Neil D., eds. «Frodo and Aragorn: The Concept of the Hero» [Frodo e Aragorn: O Conceito de Herói]. Internet Archive. Houghton Mifflin. pp. 122–145. ISBN 978-0-618-42251-7. Consultado em 5 de maio de 2025
21. ↑  (Burns 2014, pp. 194–194)
22. ↑  (Solopova 2009, pp. 70-73)
23. ↑  Kreeft, Peter (2009). «The Philosophy of Tolkien: The Worldview Behind "The Lord of the Rings"» [A Filosofia de Tolkien: A Visão de Mundo por Trás de "O Senhor dos Anéis"]. Google Books. Ignatius Press. p. 132. ISBN 978-1-68149-531-6. Consultado em 5 de maio de 2025
24. ↑  (Shippey 2005, pp. 139–149)
25. ↑  Kightley, Michael R. (2006). «Heorot or Meduseld?: Tolkien's Use of 'Beowulf' in 'The King of the Golden Hall'» [Heorot ou Meduseld?: O Uso de 'Beowul' por Tolkien em 'O Rei do Salão Dourado']. JSTOR. Mythlore. pp. 119–134. Consultado em 5 de maio de 2025
26. 1 2  Olar, Jared L. (2002). «The Gospel According to J.R.R. Tolkien» [O Evangelho Segundo J.R.R. Tolkien]. Grace and Knowledge. Grace and Knowledge. Consultado em 5 de maio de 2025
27. ↑  Rutledge, Fleming (2004). «The Battle for Middle-Earth: Tolkien's Divine Design in The Lord of the Rings» [A Batalha pela Terra-média: O Desígnio Divino de Tolkien em O Senhor dos Anéis]. Google Books. Roundhouse Publishing Group. pp. 140–142. ISBN 978-0802824974. Consultado em 5 de maio de 2025
28. ↑  Reynolds, Pat (2016). «Death and funerary practices in Middle-earth» [Morte e práticas funerárias na Terra-média] (PDF). The Tolkien Society. The Tolkien Society. Consultado em 5 de maio de 2025
29. ↑  Whittingham, Elizabeth A. (2008). «5. "Death and Immortality among Elves and Men"» [5. "Morte e Imortalidade entre Elfos e Homens"]. The Evolution of Tolkien's Mythology [A Evolução da Mitologia de Tolkien]. McFarland. [S.l.]: McFarland. ISBN 978-0-7864-3281-3. Consultado em 5 de maio de 2025
30. 1 2 3  Dawson, Deidre A. (2008). «The Evolution of Tolkien's Mythology: A Study of the History of Middle-earth (review)» [A Evolução da Mitologia de Tolkien: Um Estudo da História da Terra-média (resenha)]. Project MUSE. Tolkien Studies. pp. 205–209. doi:10.1353/tks.0.0028. Consultado em 5 de maio de 2025
31. 1 2 3  (Helen 2017, cap. 7. "Imortais Mortais: a falibilidade da imortalidade élfica na escrita de Tolkien")
32. ↑  (Shippey 2005, pp. 243–245)
33. ↑  Dickerson, Matthew (2013).  Drout, Michael D. C., ed. Moria. [S.l.]: Routledge. pp. 438–439. ISBN 978-0-415-86511-1
34. ↑  Olar, Jared L. (2002). «The Gospel According to J.R.R. Tolkien» [O Evangelho Segundo J.R.R. Tolkien]. Grace and Knowledge. Grace and Knowledge. Consultado em 5 de maio de 2025
35. ↑  Stucky, Mark (2006). «Middle Earth's Messianic Mythology Remixed: Gandalf's Death and Resurrection in Novel and Film» [A Mitologia Messiânica da Terra-média Remixada: A Morte e Ressurreição de Gandalf no Romance e no Filme] (PDF). Cinema Spirit. Journal of Religion and Popular Culture. p. 3. doi:10.3138/jrpc.13.1.003. Consultado em 5 de maio de 2025
36. ↑  Keenan, Hugh (2000). «The Appeal of The Lord of the Rings: A Struggle for Life» [O Apelo de O Senhor dos Anéis: Uma Luta pela Vida]. In:  Bloom, Harold. J.R.R. Tolkien's The Lord of the Rings: Modern Critical Interpretations. [S.l.]: Chelsea House Publishers. pp. 3–5. ISBN 978-1-349-38251-4. Consultado em 5 de maio de 2025
37. 1 2  Bedell, Haley (2015). «Frodo Baggins: The Modern Parallel to Christ in Literature» [Frodo Bolseiro: O Paralelo Moderno a Cristo na Literatura] (PDF). CORE. Pacific University. Consultado em 5 de maio de 2025
38. ↑  McAvan, Emily (2012). «The Postmodern Sacred: Popular Culture Spirituality in the Science Fiction, Fantasy and Urban Fantasy Genres» [O Sagrado Pós-moderno: Espiritualidade na Cultura Popular nos Gêneros de Ficção Científica, Fantasia e Fantasia Urbana]. McFarland. McFarland. ISBN 978-0786463886
39. ↑  Pearce, Joseph (2013).  Drout, Michael D. C., ed. Christ [Cristo]. [S.l.]: Routledge. pp. 97–98. ISBN 978-0-415-86511-1
40. ↑  Dalfonzo, Gina (2007). «Humble Heroism: Frodo Baggins as Christian Hero in The Lord of the Rings» [Heroísmo Humilde: Frodo Bolseiro como Herói Cristão em O Senhor dos Anéis]. In Pursuit of Truth. In Pursuit of Truth. Consultado em 5 de maio de 2025. Cópia arquivada em 15 de março de 2012

- Tolkien, J. R. R. (1937).  Anderson, Douglas A., ed. The Annotated Hobbit [O Hobbit Anotado]. Boston: Houghton Mifflin. ISBN 978-0-618-13470-0
- Tolkien, J. R. R. (1954a). The Lord of the Rings: The Fellowship of the Ring [O Senhor dos Anéis: A Sociedade do Anel]. Boston: Houghton Mifflin. OCLC 9552942
- Tolkien, J. R. R. (1954). The Lord of the Rings: The Two Towers [O Senhor dos Anéis: As Duas Torres]. Boston: Houghton Mifflin. OCLC 1042159111
- Tolkien, J. R. R. (1955). The Lord of the Rings: The Return of the King [O Senhor dos Anéis: O Retorno do Rei]. Boston: Houghton Mifflin. OCLC 519647821
- Tolkien, J. R. R. (1964). J. R. R. Tolkien: Tree and Leaf [J. R. R. Tolkien: Árvore e Folha]. Londres: HarperCollins
- Tolkien, J. R. R. (1977).  Tolkien, Christopher, ed. The Silmarillion [O Silmarillion]. Boston: Houghton Mifflin. ISBN 978-0-395-25730-2
- Tolkien, J. R. R. (1993).  Tolkien, Christopher, ed. Morgoth's Ring [Anel de Morgoth]. Boston: Houghton Mifflin. ISBN 0-395-68092-1